# Heroine’s Quest: The Herald of Ragnarok
Heroine’s Quest: The Herald of Ragnarok (с англ. — «Приключения героини: вестник Рагнарёка») — компьютерная игра в жанре Adventure/RPG, разработанная нидерландской инди-студией Crystal Shard и выпущенная самостоятельно 25 декабря 2013 года. Сюжет игры основан на скандинавской мифологии.

## Игровой процесс

Боевая система Heroine’s Quest. Йотун атакует слева, поэтому героиня-воительница, вооружённая Бальмунгом, уворачивается направо

Heroine’s Quest является игрой в жанре Adventure/RPG, вдохновлённой серией Quest for Glory. Игра совмещает элементы Point-and-Click-квеста (сбор предметов, решение головоломок) с элементами ролевой игры (случайные встречи, бои, побочные задания и прокачка). В игре присутствуют полностью озвученные разветвлённые диалоги.
Перед началом прохождения игрок выбирает класс героини — воительница, волшебница или воровка, после чего может дополнительно настроить доступные умения и заклинания. Выбранный класс влияет на то, какие дополнительные задания игрок сможет получить, и каким способом ему придётся решать головоломки. Воительница предпочитает решать проблемы грубой силой и редко избегает сражений; воровка, напротив, полагается на скрытность и хитрость; а волшебница предпочитает смешанный подход, используя магию как для сражений, так и для избегания конфликтов. На прохождение квестов влияют и выбранные умения: так, чтобы помочь коту спуститься с дерева, героиня с умением «Сродство» (англ. Animal Ken, умение ладить с животными) может просто с ним поговорить, а героиня без умения будет вынуждена найти рыбу и использовать её в качестве приманки. По мере прохождения игры навыки героини будут расти: так, сражения будут повышать боевые навыки, а простое путешествие по локациям — силу и выносливость.
Когда героиня встречает противника, игра переключается на боевую систему. Игрок должен следить за движениями противника и выбирать контрмеры — увернуться от атаки или заблокировать её, провести контратаку, применять заклинание, и так далее. Помимо очков здоровья, у персонажа также есть шкала усталости, голода и холода. Игрок может настроить уровень сложности, который влияет на бои, а также на то, как быстро персонаж будет умирать от голода и обморожения.
После прохождения игрок получает до 500 очков. Очки начисляются за различные действия, в частности, за выполнение побочных квестов, причём необходимые для набора очков действия разнятся в зависимости от выбранного класса

## Сюжет
Во время странствий главная героиня подвергается нападению тролля Тривальди, служащего ледяному гиганту Эгтеру, и едва выживает. Её бессознательное обмороженное тело находит кузнец Волунд из ближайшего города Форсингтуна и относит её в поселение. Придя в себя, героиня узнаёт, что город переживает не лучшие времена: окрестные земли погружены в вечную зиму, а запас еды в городе ограничен. Героиня обещает ярлу города разобраться с проблемой.
Ночью к героине приходит видение о том, как Тривальди нападает на другого человека с целью забрать у него глаз Тьяцци. Отправившись на место, которое она видела во сне, героиня находит жертву нападения — воина Сигурда из деревушки Мунарвагр — и спасает его. В следующем видении тролль похищает Хайме, сына Волунда, чтобы обменять его на второй глаз. Героиня отправляется в Свартальфахейм и спасает мальчика.
Вернувшись в Мидгард, героиня находит сидящую в круге огня Брюнхильду и расспрашивает её о глазах Тьяцци. Выясняется, что с их помощью отпираются двери в Гастропнир, в котором заключён ледяной гигант Этгер. Глаза охраняются двумя величайшими воинами — Волундом и Сигурдом, и сейчас набравший силы Эгтер через своих подчинённых силится их отвоевать, чтобы вырваться из заключения и начать Рагнарёк. Получив глаза, героиня отправляется в Гастропнир и убивает гиганта. Вечная зима заканчивается, и в честь победы героини устраивают праздник.

## Разработка и выпуск
Нидерландская студия Crystal Shard, ранее создавшая квест A Tale of Two Kingdoms, начала разработку Heroine’s Quest в 2009 году, когда к команде присоединился художник Корби Лакруа. Студия поставила целью разработать игру по скандинавской мифологии, в которой главным героем была бы девушка. В качестве источников вдохновения студия называет «классические приключенческие игры Кори и Лори Энн Коулов, мифы авторства Снорри Стурлусона и оперы Рихарда Вагнера». При разработке игры был использован движок Adventure Game Studio; для создания графики использовался Adobe Photoshop, а для музыки — Cubase и Linux MultiMedia Studio.
Игра была выпущена для Windows бесплатно на сайте IndieDB в 2013 году. В марте 2014 года игра была также выпущена в Steam.

## Награды и критика
Игра получила положительные отзывы критиков; многие рецензенты ставили её на один уровень с оригинальной серией Quest for Glory. Константинос Димопоулос в рецензии для Rock Paper Shotgun оценил игру в 10/10, отметив, что система классов даёт игре редкую для жанра реиграбельность. Аналогичную оценку, 100 %, поставил Ян Ханачек в рецензии для Plné hry, назвав Heroine’s Quest одной из лучших бесплатных игр последних лет. Джиллиан Вернер из Gamezebo оценил игру в 9 из 10, отметив, что в игре во многих местах можно застрять, не понимая, что дальше делать и куда идти, «однако большая часть Heroine’s Quest стоит этих стадий фрустрации».
Игра победила в 11 номинациях в голосовании AGS Awards.
Летом 2018 года, благодаря уязвимости в защите Steam Web API, стало известно, что точное количество пользователей сервиса Steam, которые играли в игру хотя бы один раз, составляет 129 604 человека.